# Kdo přežije: Nikaragua
Kdo přežije: Nikaragua (v anglickém originále Survivor: Nicaragua je jednadvacátá sezóna americké televizní reality show Survivor.

## Poloha natáčení
Jednadvacátá sezóna Kdo přežije se natáčela stejně jako následující dvaadvacátá sezóna Kdo přežije: Ostrov vykoupení a 29.série Kdo přežije: San Juan del Sur: Krev vs. Voda 2 na ostrovech San Juan del Sur v departementu Rivas na pacifickém pobřeží Nikaraguy.

## Základní informace
| Počet dní:         | 39                   |
| Počet trosečníků:  | 20                   |
| Počet kmenů:       | 2                    |
| Počet finalistů:   | 3                    |
| Tajné imunity:     | Ano                  |
| Vítěz:             | Judson „Fabio“ Birza |
| Lokalita natáčení: | San Juan del Sur     |
| Země:              | Nikaragua            |
| Natáčení začalo:   | 14.6.2010            |
| Natáčení skončilo: | 22.7.2010            |
| Vysíláno od:       | 15.9.2010            |
| Vysíláno do:       | 19.12.2010           |

Brenda Lowe se jakožto jediná objevila v soutěži i v budoucnu a sice v 26. sérii (Survivor: Caramoan - Fans vs. Favorites).
Na základě kontroverzního odstoupení NaOnky Mixon a Kelly Shinn bylo později zavedeno pravidlo, které stanovuje, že hráč, který soutěž vzdá bez zjevné příčiny, se nesmí stát členem poroty.
| Soutěžící                               | Původní kmen | Smíšený kmen | Sloučený kmen | Skončil                            | Konečný počet hlasů      |
| --------------------------------------- | ------------ | ------------ | ------------- | ---------------------------------- | ------------------------ |
| Wendy DeSmidt-Kohlhoff 48, Fromberg, MT | Espada       |              |               | 1. vyřazená Den 3                  | 9                        |
| Shannon Elkins 30, Lafayette, LA        | La Flor      |              |               | 2. vyřazený Den 6                  | 7                        |
| Jimmy Johnson 67, Tallahassee, FL       | Espada       |              |               | 3. vyřazený Den 8                  | 8                        |
| Jimmy Tarantino 48, Gloucester, MA      | Espada       |              |               | 4. vyřazený Den 11                 | 5                        |
| Tyrone Davis 42, Inglewood, CA          | Espada       | Espada       |               | 5. vyřazený Den 14                 | 6                        |
| Kelly Bruno 26, Durham, NC              | La Flor      | La Flor      |               | 6. vyřazená Den 15                 | 3 (1. kolo), 5 (2. kolo) |
| Yve Rojas 41, Kansas City, MO           | Espada       | Espada       |               | 7. vyřazená Den 15                 | 7                        |
| Jill Behm 43, Erie, PA                  | Espada       | La Flor      |               | 8.vyřazená Den 18                  | 3                        |
| Alina Wilson 23, Downey, CA             | La Flor      | Espada       | Libertad      | 9. vyřazená 1.člen poroty Den 21   | 10                       |
| Marty Piombo 48, Mill Valley, CA        | Espada       | La Flor      | Libertad      | 10. vyřazený 2.člen poroty Den 24  | 14                       |
| Brenda Lowe 27, Miami, FL               | La Flor      | La Flor      | Libertad      | 11. vyřazená 3. člen poroty Den 27 | 13                       |
| NaOnka Mixon 27, Long Beach, CA         | La Flor      | Espada       | Libertad      | Odstoupila 4. člen poroty Den 28   | 3                        |
| Kelly Shinn 20, Mesa, AZ                | La Flor      | La Flor      | Libertad      | Odstoupila 5. člen poroty Den 28   | 0                        |
| Ben „Benry“ Henry 24, Los Angeles, CA   | La Flor      | Espada       | Libertad      | 12.vyřazený 6. člen poroty Den 32  | 5                        |
| Jane Bright 56, Jackson Springs, NC     | Espada       | La Flor      | Libertad      | 13. vyřazená 7. člen poroty Den 36 | 11                       |
| Dan Lembo 63, Water Mill, NY            | Espada       | Espada       | Libertad      | 14. vyřazený 8. člen poroty Den 37 | 9                        |
| Holly Hoffman 44, Eureka, SD            | Espada       | Espada       | Libertad      | 15. vyřazená 9. člen poroty Den 38 | 4                        |
| Matthew „Sash“ Lenahan 30, New York, NY | La Flor      | La Flor      | Libertad      | 3. místo                           | 1                        |
| Chase Rice 24, Fairview, NC             | La Flor      | Espada       | Libertad      | 2. místo                           | 1                        |
| Jud „Fabio“ Birza 21, Santa Monica, CA  | La Flor      | La Flor      | Libertad      | Poslední přeživší                  | 2                        |

## Soutěže
| Epizoda | Název epizody                 | Soutěž o odměnu                        | Imunita | Vyřazený člověk | Poměr vyřazovacích hlasů |
| ------- | ----------------------------- | -------------------------------------- | ------- | --------------- | ------------------------ |
| 1       | „Mladé Srdce“                 | Nebyla                                 | La Flor | Wendy           | 9-1                      |
| 2       | „Únava plodí zbabělce“        | Espada                                 | Espada  | Shannon         | 7–3                      |
| 3       | „Třpyt V Jejich Očích“        | La Flor                                | La Flor | Jimmy J.        | 8–1                      |
| 4       | „Stisknout Spoušť“            | La Flor                                | La Flor | Jimmy T.        | 5–3                      |
| 5       | „Války Na Trávníku“           | Espada                                 | La Flor | Tyrone          | 6–2                      |
| 6       | „V Nejhorším Případě“         | La Flor                                | Jill    | Kelly B.        | 3-3-2 Re-Vote 5:1        |
|         |                               |                                        | Holly   | Yve             | 6–1                      |
| 7       | „Co Odejde, To Se Vrátí“      | Espada                                 | Espada  | Jill            | 3-2-2                    |
| 8       | „Společnost Brzy Dorazí“      | Nebyla (Sloučení)                      | Jane    | Alina           | 10–2                     |
|         |                               |                                        | Fabio   |                 |                          |
| 9       | „Vládnutí V Táboře“           | Benry, Dan, Fabio, Marty, Sash         | Brenda  | Marty           | 7–4                      |
| 10      | „Zaseklý Vprostřed“           | Chase, Fabio, Brenda, Kelly S., NaOnka | Jane    | Brenda          | 8–1-1                    |
| 11      | „Začals, Končíš“              | Benry, Chase, NaOnka, Dan (Holly)      | Nebyla  | Kelly S.        | ---                      |
|         |                               |                                        |         | NaOnka          | ---                      |
| 12      | „Nejsem Si Jistý, Kde Stojím“ | Chase, [Holly, Jane]                   | Sash    | Benry           | 4-2-1                    |
| 13      | „To Bude Bolet"               | Chase, [Holly, Sash]                   | Fabio   | Jane            | 5–0                      |
| 14      | „A Co Já?"                    | Nebyla                                 | Fabio   | Dan             | 4–1                      |
|         |                               |                                        | Fabio   | Holly           | 3–1                      |

## Epizody

### Epizoda 1: Mladí Srdcem
Soutěž o imunitu: Jeden soutěžící stál na vrchu věže a lil vodu do pěti trubek, které muselo pět dalších soutěžících držet pohromadě tak, aby voda netekla ven, ale do kbelíku. Když v něm byl dostatek vody, spadl pytel s kousky skládačky. Zbylí čtyři členové kmene museli sestavit skládačku. První kmen, který složil skládačku, vyhrál imunitu.
Výhoda medailonu: Barel mohl být naplněn do pětiny.
Hra začala rozdělením trosečníků do dvou skupin. Jeff prozradil soutěžícím, že existuje Medailon Síly, ale neřekl jim, jak funguje. Dále jim prozradil, že je ukryt někde v blízké laguně. Soutěžící měli za úkol tam vběhnout a najít ho. Brenda ho našla na stromě. Když se skupiny znovu seřadily, tak jim Jeff řekl, že to, jak stojí, nejsou kmeny – ty byly vytvořeny na základě věku. Soutěžící starší 40 let byli Espada a soutěžící mladší 30 let byli La Flor. La Flor poté předali Medailon Síly Espadě a místo toho si vzali rybářské potřeby a oheň v podobě pazourku. Později v Espadě dokázala Jane zapálit oheň pouze pomocí několika brýlí. V La Flor ukázala Kelly B. svému kmeni svoji amputovanou nohu, což přivedlo několik soukmenovců k strachu z příležitostných hlasů sympatie, kdyby se dokázala probojovat až do finále. Chase utvořil alianci s Shannonem a poté další alianci s Brendou. Alina a Kelly B. našli nápovědu k nalezení Skrytého Symbolu Imunity, když šli pro poštu. Nemohli nápovědu vyluštit, ale rozhodli se nechat si ji pro sebe. Na soutěži o imunitu řekl Jeff soutěžícím o síle Medajlonu Síly – přináší výhodu v soutěži o imunitu. Espada se rozhodla ji nepoužít, ale prohráli soutěž o imunitu. Před Kmenovou Radou se kmen rozhodoval mezi vyřazením Wendy a Jimmyho J., protože jsou slabí. Holly byla napadena kvůli přátelství s Wendy. Na Kmenové Radě se Wendy snažila zachránit krátkým proslovem před hlasováním, aby zůstala ve hře. To, co řekla, nemělo očekávaný účinek a spíše to kmen utvrdilo v tom, že by měla jít. Hlasy byly sečteny a Wendy byla první vyřazenou hlasem 9:1.
| Hlasující člověk | Pro koho hlasoval |
| ---------------- | ----------------- |
| Holly            | Wendy             |
| Dan              | Wendy             |
| Jane             | Wendy             |
| Marty            | Wendy             |
| Jill             | Wendy             |
| Yve              | Wendy             |
| Tyrone           | Wendy             |
| Jimmy T.         | Wendy             |
| Jimmy J.         | Wendy             |
| Wendy            | Yve               |

### Epizoda 2: Únava plodí zbabělce
Soutěž o odměnu/imunitu: Jeden po druhém běželi čtyři soutěžící bahnem, podlezli pod sítí a poté dostali ven ze stohu sena míček. Až jsou všechny čtyři míčky vyndány, tak další tři soutěžící musí využít malé štíty na odražení do barelů. První kmen se všemi čtyřmi míčky v barelech vyhrál.
Výhoda Medajlonu: Začít s jedním míčem už v barelu a možnost vynechat jednoho soutěžícího.
Odměna: Výběr mezi pláštěm a provazem a rybářským náčiním.
V La Flor vytvořil Sash alianci s NaOnkou a Brendou a nazval ji menšina. NaOnka si myslela, že jí někdo ukradl pár jejích ponožek, zatímco se sušily, a tak si vzala ty Fabiovy. Potom se s ním krátce hádala, když zjistil, že mu chybí a chtěl ho zpátky. V Espadě se Holly nelíbilo, že Jill jedla šneky, protože se jí to zdálo nevhodné. Holly odhodila šneky, což uvedlo kmen do otázky: Co se s ní stalo? Holly slyšela Dana, že o ní říká, že je šílená a rozhodla se pomstít. Zahrabala jeho značkové boty za 1 600 dolarů někde v moři. Po chvíli se rozhodla kmeni říct, co udělala s botami. Holly přemýšlela o tom, že by skončila, ale rozhodla se zůstat poté, co jí to řekl Jimmy J. Na soutěži o odměnu/imunitu použili Espada Medajlon Síly, a tak dokázali imunitu vyhrát. Espada se rozhodli vzít rybářské náčiní jako odměnu. Když dostali odměnu, našli Nápovědu ke Skrytému Symbolu Imunity. Jill to dokázala vyřešit a řekla to Martymu, aby si získala jeho důvěru. Za použití nápovědy našli imunitu. Před Kmenovou Radou se zdálo, že je vše rozhodnuté, a že jde NaOnka kvůli její divoké povaze. Jenomže diskuse vše zvrátily na Brendu, protože je větší hrozba (protože ji viděli s Chasem). Kmen vypadal rozdělený na Sashe, NaOnku, Brendu a Purple Kelly (Kelly S.) na jedné straně a Shannona, Kelly B., Alinu, Fabia a Benryho na druhé. NaOnka a Brenda začaly shánět hlasy na vyřazení Shannona. Chase byl považován za nebezpečného, protože byl viděn i s Brendou a i s Shannonem. Jenomže Brenda nedokázala nasbírat dostatek hlasů proti Shannonovi a nakonec to vypadalo na remízu. Na Kmenové Radě byl Shannon velice agresivní a nakonec z toho vznikla velice zajímavá a divoká Kmenová Rada. Když všichni dohlasovali, tak se Shannonovi jeho agresivita vymstila a stal se druhým vyřazeným člověkem hlasem 7:3, protože Kelly B. a Benry hlasovali pro něj.
| Hlasující člověk | Pro koho hlasoval |
| ---------------- | ----------------- |
| Fabio            | Brenda            |
| Chase            | Shannon           |
| Sash             | Shannon           |
| Benry            | Shannon           |
| Purple Kelly     | Shannon           |
| NaOnka           | Shannon           |
| Brenda           | Shannon           |
| Alina            | Brenda            |
| Kelly B.         | Shannon           |
| Shannon          | Brenda            |

### Epizoda 3: Třpyt V Jejich Očích
Soutěž o odměnu/imunitu: Soutěžící museli vyběhnout do území, kde bylo schovaných deset barelů. Když byly všechny barely doneseny na místo, soutěžící je museli postavit na trojúhelníkové plošiny. Jeden soutěžící poté musel naházet na každý z barelů jeden pytel s pískem. První kmen s pytlem na všech barelech vyhrál odměnu a imunitu.
Výhoda Medailonu: Začátek se dvěma barely na plošině s pytli.
Odměna: Omáčky, koření, ovoce a zelenina.
V Espadě se Marty stále snažil přijít na to, kde si v kmeni stojí Jimmy J. Jill řekla Martymu, že by mohl kmeni ukázat Skrytý symbol imunity, to taky udělal a řekl, že ho použije po sloučení, aby byli silnější. V La Flor se aliance Brendy, Sashe, Chase, Purple Kelly a Naonky dohodla na vyřazení Aliny. Na kombinované soutěži o imunitu a odměnu vyhráli La Flor bez užití Medailonu moci. Když Kelly B. a Naonka vzali košík s odměnou, obě zjistili, že je tam nápověda ke Skrytému Symbolu Imunity, ale ani jedna se po něm nevrhla. Jenomže hned jak došli do tábora, se po ní obě vrhly před zraky celého kmene. Naonka ji nakonec dokázala získat a odešla s ní do lesa. Nedokázala ji vyluštit, tak se poradila s Brendou, která to však také nedokázala vyluštit. V Espadě provedl Marty svůj tah proti Jimmymu J. a zbytek kmene ho následoval. Jimmy J. se stal třetím vyřazeným hlasem 8:1.
| Hlasující člověk | Pro koho hlasoval |
| ---------------- | ----------------- |
| Holly            | Jimmy J.          |
| Dan              | Jimmy J.          |
| Jane             | Jimmy J.          |
| Marty            | Jimmy J.          |
| Jill             | Jimmy J.          |
| Yve              | Jimmy J.          |
| Tyrone           | Jimmy J.          |
| Jimmy T.         | Jimmy J.          |
| Jimmy J.         | Dan               |